# Herbstein
Herbstein est une municipalité allemande située dans le land de la Hesse et l'arrondissement de Vogelsberg.
- (de) Cet article est partiellement ou en totalité issu de l’article de Wikipédia en allemand intitulé « Herbstein » (voir la liste des auteurs).